# 邁里克斯米爾 (喬治亞州)
邁里克斯米爾（英語：Myricks Mill）是位於美國喬治亞州特維格縣的一個非建制地區。該地的面積和人口皆未知。

## 地理
邁里克斯米爾的座標為32°47′02″N 83°22′05″W / 32.78389°N 83.36806°W，而該地的平均海拔高度為90米（即295英尺）。